# Conchylodes stictiperalis
Conchylodes stictiperalis là một loài bướm đêm trong họ Crambidae.